# Pernell Saturnino
Pernell Saturnino (Curaçao, 23 mei 1962) is een uit Curaçao afkomstige jazzpercussionist. Momenteel woont Pernell Saturnino op Curaçao en begon hij een school voor drum/percussie. In 2011 kreeg hij de Cola Debrotprijs. Hij ontving ook een Grammy Award.

## Biografie
Zijn grootmoeder, oudoom en oudtante, behoorden tot degenen die het inheemse folkloristische ritme van het eiland, bekend als Tambú, hebben ontwikkeld. Zijn oom, die een prominente folkloristische groep leidde, nam hem op 8-jarige leeftijd mee om in de groep te spelen. Hij begon guiro te spelen en had binnen een maand de meeste drumpatronen van de percussionist van de groep leren spelen. Het eerste instrument dat hij leerde bespelen was de tambora, een trommel uit Venezuela. Van daaruit ging hij verder om conga's, de tambú (een traditionele Curaçaose trommel), de chapi (een schoffel) en timbales te leren. Saturnino's talenten leidden ertoe dat hij zich aansloot bij de bekendste folkloristische groep van Curaçao, Nos Antias, waarmee hij op festivals over de hele wereld optrad.
Op 19-jarige leeftijd begon Saturnino met een formele studie aan de Foundation Institute of Music op Curaçao. Hij werd aangenomen als percussionist in een huisband die internationale shows gaf in een hotel. Hij leerde ritmes spelen uit landen als Brazilië, Cuba, de Dominicaanse Republiek, Puerto Rico en Trinidad en Tobago. In 1988 verhuisde hij naar Boston om naar het Berklee College of Music te gaan, waar hij studeerde bij de percussionisten Giovanni Hidalgo en Jesus Alfonso en optrad met Joe Zawinul, Hermeto Pascoal en Gilberto Gil. Hij begon ook lokaal op te treden met Rebecca Parris en Danilo Pérez.
Na zijn afstuderen aan Berklee, begon hij te werken met saxofonist Paquito D'Rivera in The United Nation Orchestra (Live at the Manchester Craftsmens Guild) en in andere groepsverbanden (Portraits of Cuba, Live at the Blue Note), The Clarinetist, Calle 54, Big Band Time met het WDR Orchestra, Island Story met het Caribbean Jazz Project). In 1996 trad Saturnino toe tot het David Sánchez Quintet en later het Sextet, waarmee hij negen jaar optrad en opnamen maakte (Obsession, Travesia, Melaza en Coral)
Hij trad op op het Olympic Arts Festival in 1996 en het Lincoln Center Summer Jazz Festival met Wynton Marsalis, met wie hij ook opnamen maakte (Sweet Release), Chick Corea and the Elektric Band (To the Stars) en Diego Urcola (Viva) met wie hij een Grammy-nominatie ontving. Hij heeft ook opnamen gemaakt met Danilo Perez (Central Avenue en de soundtrack voor de film Huge Pool), evenals met Carlos Franzetti, Bebo Valdés, Antonio Hart (Here I Stand), Juan Pablo Torres (Trombone Man), Richie Zellon (Café con Leche), Oscar Stagnaro, de Curaçaose pianist Randal Corsen (Evolushon, Armonia en Dulsura di Korsou), de Curaçaose zangeres Izaline Calister (Soño di un muhé, Mariposa, Krioyo, Kanta helele en speransa), Donny McCaslin en Sebastian Schunke (Back in New York). Saturnino werkt veel samen met Dee Dee Bridgewater.